# Merval Pereira
Merval Soares Pereira Filho (Rio de Janeiro, 24 de outubro de 1949) é um jornalista e escritor brasileiro, presidente da Academia Brasileira de Letras (ABL). É neto pelo lado materno do ex-senador Clodomir Cardoso.

## Carreira
Tendo ocupado diversos cargos nas Organizações Globo ao longo da carreira, Merval é colunista do jornal O Globo bem como comentarista político da rede CBN e do canal a cabo GloboNews.
É conselheiro do Centro de Estudos da América da Universidade Candido Mendes e membro do Board of Visitors do John S. Knight Fellowships da Universidade Stanford.
Em 2009 recebeu o prêmio Maria Moors Cabot da Universidade Columbia nova-iorquina concedido todos os anos pela escola de Jornalismo da Universidade de Columbia às coberturas informativas na América Latina e no Caribe.
É torcedor do Fluminense.

## Academia Brasileira de Letras
Foi eleito membro da Academia Brasileira de Letras (ABL) em 2 de junho de 2011 para a cadeira 31, a qual assumiu em 23 de setembro do mesmo ano.
À época, sua eleição reacendeu as discussões sobre quem merece entrar na ABL e quais seriam os requisitos para ingresso. Segundo o crítico literário Fábio Lucas, membro das academias Paulista e Mineira de Letras e candidato derrotado à ABL em 2008, "as academias [a ABL e as estaduais] estão reunindo mais notáveis de outras áreas do que da literatura. É justo que aspiremos um maior número de escritores." Merval tinha então apenas dois livros publicados (um deles é uma reunião de artigos seus; o outro é uma série de reportagens, em coautoria).

### Presidência
Em 11 de março de 2022, assumiu o cargo de Presidente da Academia Brasileira de Letras.

### Livros
- Mensalão, o dia a dia do maior julgamento da história da política do Brasil, Editora Record, 2013
- O Lulismo no Poder, Editora Record, 2010
- A segunda guerra: sucessão de Geisel, Brasiliense, 1979 - com André Gustavo Stumpf